# سلنچا
سلنچا (به صربی: Selenča) یک منطقهٔ مسکونی در صربستان است که در Bač Municipality واقع شده‌است. سلنچا ۳۲٫۱۳ کیلومتر مربع مساحت و ۲٬۹۹۶ نفر جمعیت دارد و ۸۵ متر بالاتر از سطح دریا واقع شده‌است.